# Stephenia zoumi
Stephenia zoumi is een vlinder uit de familie van de Nymphalidae. De wetenschappelijke naam van deze soort is voor het eerst voorgesteld, als Acraea zoumi, door Jacques Pierre in een publicatie uit 1995.
De soort komt voor in Ethiopië, Noord- en Oost-Oeganda en Noord-Kenia.